# Laurel Carter
Laurel Carter (29 ottobre 1986) è un'ex sciatrice alpina statunitense.

## Biografia
Originaria di Norwich e attiva in gare FIS dal febbraio del 2002, la Carter esordì in Nor-Am Cup il 24 novembre 2003 a Winter Park in slalom speciale e in Coppa del Mondo il 26 novembre 2006 ad Aspen nella medesima specialità, sua unica presenza nel massimo circuito internazionale, in entrambi i casi senza completare la gara. In Nor-Am Cup conquistò l'unico podio il 6 gennaio 2007 a Mont-Sainte-Anne in slalom speciale (2ª) e prese per l'ultima volta il via il 6 gennaio 2011 a Sunday River nella medesima specialità (34ª). Si ritirò durante la stagione 2012-2013 e la sua ultima gara fu uno slalom speciale FIS disputato a Middlebury il 10 febbraio, chiuso dalla Carter al 21º posto; in carriera non prese parte a rassegne olimpiche o iridate.

## Palmarès

### Nor-Am Cup
- Miglior piazzamento in classifica generale: 10ª nel 2007
- 1 podio:
  - 1 secondo posto